# Augochlora nausicaa
Augochlora nausicaa là một loài Hymenoptera trong họ Halictidae. Loài này được Schrottky mô tả khoa học năm 1909.